# Uebi Scebeli (sommergibile)
Lo Uebi Scebeli è stato un sommergibile della Regia Marina.

## Storia
Il 10 giugno 1940 fu inviato in agguato al largo di Cerigotto, ma fece ritorno alla base cinque giorni dopo senza riportare avvistamenti.
Svolse poi una seconda missione, in funzione difensiva, nel Golfo di Taranto.
Il 27 giugno 1940 lasciò Taranto al comando del tenente di vascello Bruno Zani, diretto in un punto 35 miglia a nordest di Derna, sua area d'operazioni.
Alle 6.30 del 29 giugno, mentre navigava in superficie lungo la rotta d'avvicinamento, avvistò i tre cacciatorpediniere britannici Dainty, Defender ed Ilex che si trovavano in mare nell'ambito dell'operazione inglese «MA 3» (di protezione al traffico convogliato britannico tra l'Egitto, Malta e la Grecia): queste navi avevano già affondato, due giorni prima, il sommergibile italiano Liuzzi, e pochissimo prima dell’Uebi Scebeli avevano attaccato ed affondato un altro sommergibile italiano, l’Argonauta.
L’Uebi Scebeli dovette effettuare l'immersione rapida – non era infatti in posizione adatta ad attaccare – e cercò poi, a quota periscopica, di portarsi all'attacco; rilevato però dai cacciatorpediniere inglesi, il sommergibile fu pesantemente bombardato con cariche di profondità che non riuscì ad evitare nonostante le varie manovre fatte, subendo così gravi danni.
Venuto forzatamente a galla, l’Uebi Scebeli, subito cannoneggiato e mitragliato, fu abbandonato dall'equipaggio, che aveva frattanto avviato le manovre di autoaffondamento; parte dei documenti segreti furono gettati in mare ed altri rinchiusi all'interno del sommergibile ormai irreparabilmente in via di affondamento, ma una scialuppa del Defender lo abbordò prima che colasse a picco e scese, insieme al comandante Zani che ancora non aveva abbandonato l'unità, al suo interno, dovendo però ritornare poco dopo sull'imbarcazione: colpito anche da un'altra cannonata a prua, infatti, il sommergibile affondò alle ore 7, nel punto 35°29' N e 20°06' E.
Tuttavia una parte dei cifrari gettati in acqua non affondò subito – nonostante tali documenti fossero muniti di pesi appositamente per questo scopo – e cadde così in mano inglese.
L'intero equipaggio dell’Uebi Scebeli fu recuperato – e fatto prigioniero – dai cacciatorpediniere britannici.
Il sommergibile aveva svolto 3 missioni offensivo-esplorative, percorrendo in tutto 1437 miglia in superficie e 149 in immersione.